# Undercover of the Night
"Undercover of the Night" er den første single fra det engelske rock ‘n’ roll band The Rolling Stones 1983 album Undercover.

## Historie
Denne sang er hovedsagelig en Mick Jagger komposition, og guitarist Keith Richards gik så langt som til at sige i 1993:” Mick havde denne her fuldstændig planlagt. Jeg spillede den bare .” Sangen blev højst sandsynlig skrevet i Paris sent i 1982, mens indspilningerne begyndte til albummet. Guitarist Ron Wood beskriver sangskrivningen i bogen Ifølge The Rolling Stones fra 2003:” Ikke desto mindre lykkedes det os at lave nogle fede ændringer på sangen ”Undercover of the Night”, fordi Keith ikke ville involvere sig i det nummer. Jeg kan huske, at det bare var mig, Mick og Charlie. Jeg nød virkelig at spillede den sang med Mick og Charlie – vi tog den alle mulige eventyrlige steder hen i en masse forskellige versioner. Den var virkelig god. Der var en akustisk udgave med masser af perkussion, og det er sådan, som den egentlig skulle have været. Den endelige, polerede, oppumpede version var måske Micks ide om det nummer, men jeg ved, at han også elskede den mere funky udgave .”
Teksten fortæller om den dengang politiske korruption i Mellemamerika og Sydamerika:
| Citat | All the young men, they've been rounded up; And sent to camps back in the jungle; And people whisper, people double-talk; Once proud fathers act so humble. | Citat |
|       | |       |

Jagger sagde i 1993 at sangen var:” … stærkt inspireret af William S. Burroughs ”Cities Of The Red Night”… ”
“Undercover of the Night” er bemærkelsesværdig, da det er en af de få sange fra The Stones der har et politisk emne (andre blandt andet er ”Street Fighting Man”, ”Doo Doo Doo Doo Doo (Heartbreaker)” og seneste ”Sweet Neo Con”). 
Indspilningerne begyndte tidligt i 1983, og blev genoptaget senere om sommeren i New Yorks The Hit Factory. Musikerne der indspillede sangen var: Jagger som forsanger. Richards og Wood på de elektriske guitarer, mens Charlie Watts spillede nummerets trommer. Sly Dunbar spillede perkussion sammen med Martin Ditcham, Moustapha Cisse og Brahms Coundoul, og orgelet blev spillet af Chuck Leavell. Der blev udgivet to forskellige versioner af sangen. Den ene spillede Bill Wyman bass, og på den anden spillede Robbie Shakespeare bass .
“Undercover of the Night” blev udgivet som den første single fra albummet den 1. november, 1983. Den fik en 9. plads i USA, og en 11. plads på UK Singles Chart, selvom den voldelige tekst, sunget af Jagger, menes at være grunden til dens popularitet hurtig faldt. Jagger sagde i 1993: " Jeg synes den er virkelig god, men den var ikke særlig succesfuld på det tidspunkt, fordi sangen handlede om politik, og det er aldrig succesfuld af en eller grund .”

## Eksterne kilder og henvisninger
- Officiel tekst Arkiveret 30. september 2007 hos  Wayback Machine
- se The Rolling Stones “Undercover of the Night”
- Facts om “Undercover of the Night”

### Fodnote
1. 1 2 3  Undercover of the Night
2. ↑  Ifølge The Rolling Stones
3. ↑  Under Cover Of The Night